# Boelsmand
En boelsmand er indehaveren af et boelsmandssted, der er betegnelsen for de næstmindste landbrugsejendommme.

## Størrelse
Et boelsmandssted er et landbrug, der er mindre end en bondegård og større end de egentlige husmandssteder. Traditionelt var et boelsmandssted mindre end 3 tønder hartkorn. Samtidigt havde boelsmanden mindst 15 tønder land eller mindst 1 tønde hartkorn.

## Ejerforhold
Tidligere var de fleste boelsmænd fæsteboelsmænd. Efter 1850 steg antallet af selvejere.

## Sønderjyske boel
I Middelalderen var et boel noget større end 1900-tallets boelsmandssteder. I Jyske Lov var et boel en bondegård. I Sønderjylland, hvor dele af Jyske Lov gjaldt til år 1900, var et boel en almindelig bondegård.

## Husmænd og familielandbrugere
Da de fleste boelsmænd tidligere var medlemmer af husmandsforeningerne, betragtes de undertiden som husmænd.
Fra 1960 blev betegnelsen familielandbrug (eller bare familiebrug) brugt i politiske og foreningsmæssige sammenhænge. Denne betegnelse blev dog aldrig en titel for den enkelte landmand. Før 1960 blev udtrykket familiebrug kun brugt sjældent.
Før mekaniseringen af de mindre landbrug satte ind omkring 1960 var boelsmanden og hans familie ofte fuldtidsbeskæftigede på deres landbrug. Mange af de oprindelige familielandbrugere var derfor boelsmænd, mens de egentlige husmænd ofte havde arbejde ved siden af deres landbrug. I 1950'erne og tidligere havde gårdmændene som regel ansat fremmed medhjælp. Før 1960 var det derfor kun meget få gårdmænd, der var familiebrugere.